# Canton de Châteauneuf-Côte-Bleue
Le canton de Châteauneuf-Côte-Bleue est une ancienne division administrative française située dans le département des Bouches-du-Rhône, dans l'arrondissement d'Istres.
Il est supprimé à la suite du redécoupage cantonal de 2014.

## Composition
| Nom                                   | Code Insee | Intercommunalité                   | Superficie (km2) | Population (dernière pop. légale) | Densité (hab./km2) |
| ------------------------------------- | ---------- | ---------------------------------- | ---------------- | --------------------------------- | ------------------ |
| Châteauneuf-les-Martigues (chef-lieu) | 13026      | Métropole d'Aix-Marseille-Provence | 31,65            | 16 349 (2016)                     | 517                |
| Carry-le-Rouet                        | 13021      | Métropole d'Aix-Marseille-Provence | 10,10            | 5 908 (2014)                      | 585                |
| Ensuès-la-Redonne                     | 13033      | Métropole d'Aix-Marseille-Provence | 25,83            | 5 451 (2014)                      | 211                |
| Gignac-la-Nerthe                      | 13043      | Métropole d'Aix-Marseille-Provence | 8,64             | 9 129 (2014)                      | 1 057              |
| Le Rove                               | 13088      | Métropole d'Aix-Marseille-Provence | 22,97            | 4 607 (2014)                      | 201                |
| Sausset-les-Pins                      | 13104      | Métropole d'Aix-Marseille-Provence | 12,10            | 7 639 (2014)                      | 631                |

## Représentation
| Période                                  | Période          | Identité        | Étiquette | Qualité |
| ---------------------------------------- | ---------------- | --------------- | --------- | --- |
| 1992                                     | 2004             | Henri d'Attilio | PS        | Cadre de l'industrie aéronautique Maire de Châteauneuf-les-Martigues Député (1988-1997) Sénateur (1998-2004)                              |
| 2004                                     | 2012 (démission) | Vincent Burroni | PS        | Chimiste Maire de Châteauneuf-les-Martigues (2003-2014) Suppléant du député Henri d'Attilio (1997-1998) Député (1998-2002) et (2012-2017) |
| 2012                                     | 2015             | Maria Raynaud   | PS        | Conseillère municipale de Sausset-les-Pins                                                                                                |
| Les données manquantes sont à compléter. |                  |                 |           | |

## Démographie
| 1999   | 2006   | 2011   | 2012   |
| ------ | ------ | ------ | ------ |
| 39 291 | 43 948 | 45 109 | 46 065 |